# Chlorota bidentata
Chlorota bidentata är en skalbaggsart som beskrevs av Waterhouse 1881. Chlorota bidentata ingår i släktet Chlorota och familjen Rutelidae. Inga underarter finns listade i Catalogue of Life.